# Гельман, Ганс
Ганс Густав Адольф Гельман (нем. Hans Gustav Adolf Hellmann, 14 октября 1903, Вильгельмсхафен, Пруссия — 29 мая 1938, Москва) — немецкий физик-теоретик, пионер квантовой химии.

## Биография
Гельман родился в Вильгельмсхафене, в провинции Ганновер. Учился в Штутгартском университете и в Кильском университете, а дипломную работу выполнил в Институте химии кайзера Вильгельма в Берлине под руководством Отто Гана и Лизе Мейтнер.
Защита докторской диссертации происходит снова в Штутгарте под руководством профессора Эриха Регенера. Именно благодаря Регенеру он познакомился со своей будущей женой Викторией Бернштейн. В 1929 году Гельман получил должность приват-доцента в Ганноверском университете и в этом же году у него родился сын: Ганс Гельман младший. В 1933 году он прошёл хабилитацию, которая открыла путь к получению постоянной должности профессора.
После прихода к власти нацистов Гельман был признан политически неблагонадёжным и 24 декабря 1933 года уволен. Он придерживался левых взглядов, высказывался против расовой теории, но основной причиной увольнения послужила национальная принадлежность его жены-еврейки. Имея два предложения — из Соединённых Штатов Америки и Советского Союза — он выбрал последнее. Основной причиной выбора в пользу СССР было увлечение социалистическими идеями и украинское прошлое его жены.
В 1933 году вместе с семьей Гельман переехал в Советский Союз и получил должность руководителя теоретической группы лаборатории строения вещества Я. К. Сыркина в Физико-химическом институте Карпова в Москве. В 1935 году он принял советское гражданство и получил степень доктора наук. В 1937 году издал монографию «Квантовая химия», первый в мире учебник по квантовой химии (немецкое издание в том же году вышло в Вене).
Был расстрелян во времена Большого террора (арестован 9 марта 1938 года, обвинён по 58-й статье в шпионаже в пользу Германии; 28 мая того же года расстрелян на   Бутовском полигоне). Ему было 34 года. В 1957 году полностью посмертно реабилитирован.

## Сочинения
- Гельман Г. Г. Квантовая химия. — М.: ОНТИ, 1937. 546 с.
- Гельман Г. Г. Квантовая химия М.: Бином. Лаборатория знаний, 2012. ISBN 978-5-94774-768-3
- Hellmann H. Einführung in die Quantenchemie. — Leipzig; Wien: Deuticke, 1937. 350 S.